# Лентиђоне-Сорболо а Мане (Ређо Емилија)
Лентиђоне-Сорболо а Мане (итал. Lentigione-Sorbolo a Mane) је насеље у Италији у округу Ређо Емилија, региону Емилија-Ромања.
Према процени из 2011. у насељу је живело 2218 становника. Насеље се налази на надморској висини од 29 м.